# Хаавасоо-Ярв
Хаавасоо-Ярв (ест. Haavasoo järv, інші назви ест. Mai laht, Kõrtsi laht) — озеро в Естонії, що розташоване на острові Хіюмаа, у волості Киргессааре.